# Billet de 100 francs Cézanne
Pour les articles homonymes, voir 100 francs.
Recto
Verso
Chronologie
100 francs Delacroix Passage à l'euro
Le 100 francs Cézanne est un billet de banque français créé le 20 octobre 1996 par la Banque de France et émis le 15 décembre 1997. Il succède au 100 francs Delacroix. Il est le dernier billet de cent francs.

## Historique
Ce billet polychrome imprimé en taille douce appartient à la troisième série des "créateurs et scientifiques célèbres du XXe siècle" voulue par la Banque et dans laquelle l'on compte Saint-Exupéry, Gustave Eiffel et Pierre-et-Marie Curie. Pour cette série, c'est la proposition du graphiste franco-suisse Roger Pfund qui remporte le concours pour l'ensemble de la gamme.
Il s'inscrit dans la tradition des billets « commémorant les personnages illustres qui ont contribué à la constitution du patrimoine historique de la France ».
Il est imprimé de 1997 à 1999.
Il est retiré de la circulation le 18 février 2002 et suspendu de cours légal. Après le 17 février 2012, il ne peut plus être échangé contre des euros.

## Description

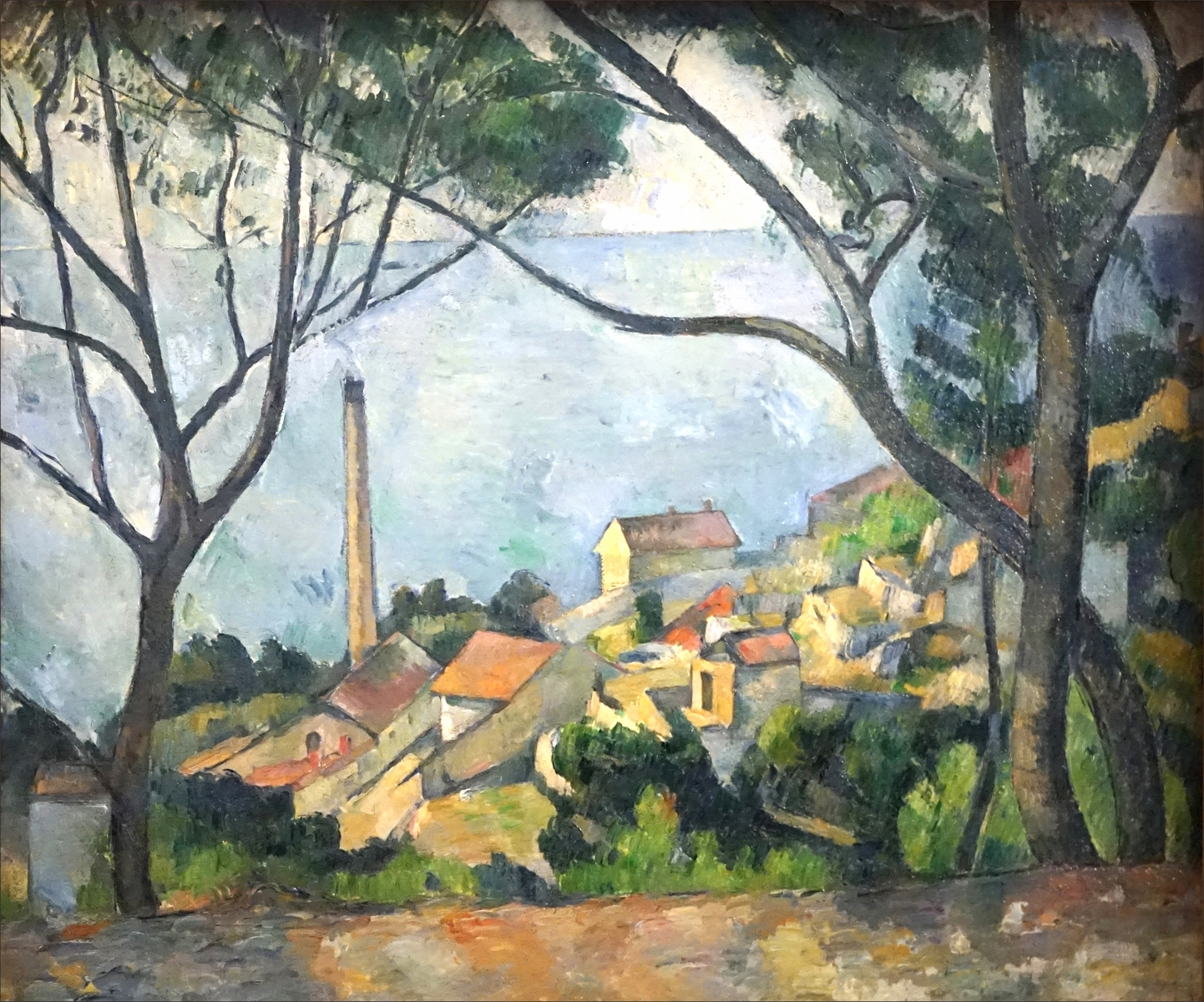
La Mer à l'Estaque (1878-1879, musée Picasso), huile sur toile de Cézanne, ayant servi à la composition du recto.

La vignette est l’œuvre du graphiste Roger Pfund.
Les couleurs dominantes sont l'orange, le rouge et le vert.
Au recto : à droite un portrait de Paul Cézanne issu d'une photographie d'époque. En fond, un détail du tableau La Mer à l’Estaque, peint en 1878-1879. Au-dessus de l'espace réservé au filigrane est représentée une vue du Jas-de-Bouffan, la résidence paternelle de Cézanne. Plus à gauche, apparaît un motif vert fluorescent, c'est la palette du peintre. Sous le filigrane, on distingue faiblement car imprimée en surbrillance, la silhouette de la montagne Sainte-Victoire. Enfin, à droite apparaît une représentation stylisée des personnages présents dans le tableau Les Joueurs de cartes.

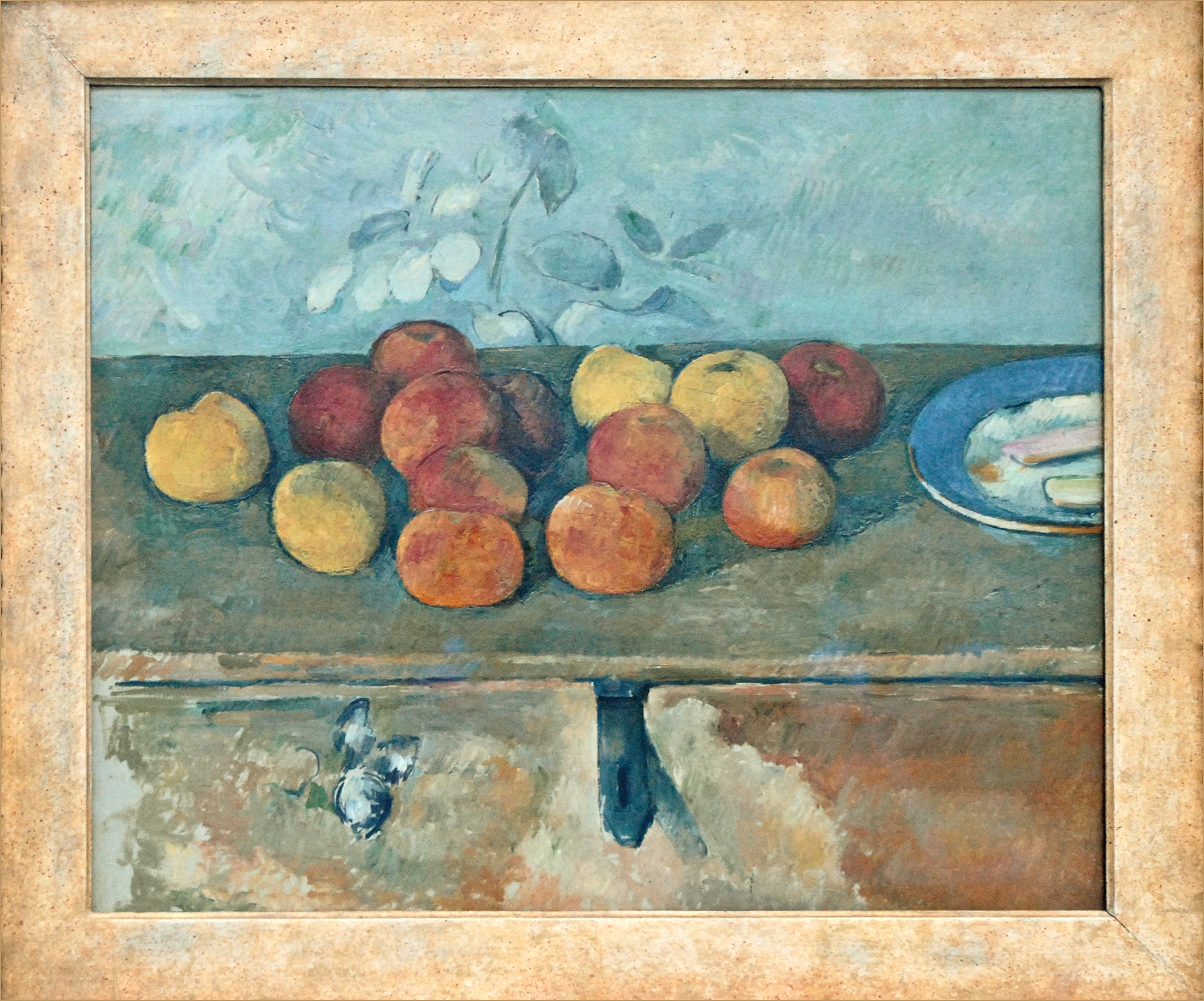
Pommes et biscuits (1880, musée de l'Orangerie), huile sur toile de Cézanne ayant servi à la composition du verso.

Au verso : le thème majeur est une interprétation de la toile Pommes et biscuits, peinte vers 1880. En haut, à gauche du filigrane, une évocation du cercle chromatique conçu par Cézanne. On retrouve, comme au recto, en bas à droite du motif principal, la représentation stylisée de la toile Les Joueurs de cartes pour un effet "transvision" très difficile à imiter.
Le filigrane représente un portrait de Cézanne de face, également issu d'une photographie d'époque.
Les autres signes de sécurité sont les suivants : le fil intégré dans l’épaisseur du papier ; la bande métallisée discontinue ("Strap") résistante à la photocopie, les microlettres et les minilettres, le motif en encre incolore, le motif à couleur changeante et la transvision.
Les dimensions sont de 133 mm x 80 mm.

## Remarques
Initialement, le billet de 100 francs devait représenter Gustave Eiffel, le billet de 200 francs, les Frères Lumière. Mais à la suite de la polémique concernant leur comportement durant la Seconde Guerre mondiale (collaboration), le stock de billets déjà imprimés fut détruit et ce dernier a finalement reçu le visuel de Gustave Eiffel. C'est l'hebdomadaire Le Canard enchaîné qui a révélé le passé trouble des Frères Lumière lors de la présentation du billet par la banque de France, entrainant le revirement de l'institution monétaire.
Roger Pfund a alors suggéré aux autorités monétaires Henri Matisse mais il n'y a pas eu de terrain d'entente avec les descendants du peintre. Finalement, c'est donc Paul Cézanne qui a été retenu. Le changement de personnage au dernier moment est la raison pour laquelle le billet de 100 francs Cézanne a été émis tardivement, quatre ans avant le passage à l'euro (le temps de le concevoir en urgence et de l'imprimer). C'est donc le billet de la dernière gamme qui aura circulé le moins longtemps.